# شانتال میک
شانتال میک (انگلیسی: Chantal Meek؛ ۱۹ دسامبر ۱۹۷۸) قایقران کایاک و قایقران کانو اهل استرالیا بود.
وی در مسابقات کشوری و بین‌المللی در مجموع برندهٔ ۲ مدال برنز شده است.